# Simon Webbe
Simon Solomon Webbe (Mánchester; 30 de marzo de 1979) es un cantante británico, conocido por haber pertenecido a la banda de adolescentes Blue. A partir del 2004 continuó desarrollando su carrera como solista, editando tres álbumes y un EP. 

## Biografía
Simon Solomon Webber nacido el 30 de marzo de 1979, en Mánchester, Inglaterra. Es miembro del grupo de pop británico Blue y ahora está trabajando en su carrera musical en solitario con toques de los ritmos del grupo "The Lighthouse Family".

### Sanctuary
Su primer sencillo, "Lay Your Hands", salió a la venta el 22 de agosto de 2005, llegando al Número 4 en las Listas de Ventas de UK. Su segundo sencillo, "No Worries" también llegó al #4 en noviembre. Justo después de la publicación de su segundo sencillo, su álbum debut, "Sanctuary", salió al mercado. Llegando la primera semana al #28 en UK, el álbum comenzó subiendo las listas de ventas de UK, llegando el 13 de marzo de 2006 al #7 en UK, después de haber salido el álbum cuatro meses antes. El tercer sencillo de Simon Webbe, "After All This Time", salió en febrero pero fracasó en las listas de ventas, llegando al #16 y después cayó al número 26, y así cayendo sucesivemente.
De su álbum-debut ha vendido de 4,300,000 de copias en todo el mundo, contando algo más de 1,000,000 de copias en el Reino Unido.

### Grace
Su segundo álbum, titulado "Grace", se ha publicado en el Reino Unido el 6 de noviembre del 2006. El álbum, publicado por EMI de nuevo, será precedido del primer sencillo, "Coming Around Again". El disco ha llegado directamente al #11 de las Listas de los Discos Más Vendidos en el Reino Unido, y en todo el mundo está teniendo un aceptable éxito.
El disco en el Reino Unido ha vendido 100,000 copias, llegando al #11 en las Listas de los Discos más Vendidos de UK, pero rápidamente descendiendo puestos en las sucesivas semanas. En cambio, en el país vecino, Irlanda el disco no ha llegado ni al Top 100 Albums, quedándose en el #101, y vendiendo menos de 3,000 copias en el país irlandés. En el resto de Europa, y Asia el disco ha tenido un éxito muy moderado, vendiendo en exceso más de 300,000 en total entre ambos continentes.
En total, el disco no ha superado las 550,000 de copias vendidas, no llegando el disco a alcanzar  ningún Top 10 de los países en el que fue publicado, considerándolo un verdadero fracaso.
En su página web oficial, se ha anunciado la publicación del segundo disco en Sudáfrica. El sencillo ya ha sido publicado, llegando simplemente al #40 en su primera semana, y descendiendo al puesto #77 en su segunda semana. EMI asegura que va a hacer una fuerte campaña de promoción en el país africano para que el disco tenga buenas ventas. A pesar de esta campaña, el disco ha fraguado también en Sudáfrica, llegando en su primera semana al #84.
El tercer sencillo del disco fue "Seventeen", un sencillo que fue sólo publicado en algunos países de Europa para intentar incrementar las ventas de su disco, dado que fue un fracaso en ventas. El sencillo fue un desastre en las listas, dado a la nula promoción del sencillo en radios y televisiones, y por ello, el sencillo no entró ni tan siquiera dentro del Top 100 Singles.
El cuarto sencillo de su disco "Grace" va a ser un doble sencillo, "Grace/Ride The Storm", fue publicado el 18 de junio de 2007 sólo en el Reino Unido e Irlanda, aunque por el momento, el sencillo está siendo otro fracaso, debutando en el #36 en UK, y fuera del Top 40 en Irlanda. EMI va a publicar el sencillo sólo en Asia, debido a la gira que está realizando Simon Webbe por allá.

### Smile
El 13 de octubre de 2017, Webbe lanzó su tercer álbum de estudio Smile compuesto por doce canciones.
Hablando sobre el significado detrás del título del álbum, Webbe le dijo a Entertainment Focus: "El álbum se llama Smile porque no mucha gente sonríe en estos días. Todos están demasiado ocupados usando sus teléfonos para conectarse, ya nadie se conecta realmente. Para mí, solo quería poner un título que se explicara por sí mismo y que diera en el blanco".
El álbum alcanzó el número 76 en la actualización de la lista de álbumes del Reino Unido a mitad de semana, sin embargo, finalmente no logró ubicarse en el Top 100.

### Vida personal
Simon tiene una hija nacida en 1996 de una relación anterior con Nicola James. Su primer hijo con su esposa Ayshen Kemal nació en abril de 2021.
Simon fue nombrado el #62 "Hombre Más Sexy" en 2004.
Su prima es Keisha Buchanan, del famoso grupo pop Sugababes.

## Discografía

### Álbumes
- Sanctuary (2005). Compañía: EMI Music UK.
- Grace (2006) Compañía: EMI Music UK.
- Smile (2017) Compañía: Soundwave Music

### Sencillos
- "Lay Your Hands" 2005
- "No Worries" 2005
- "After All This Time" 2006
- "Coming Around Again" 2006
- "My Soul Pleads For You" 2007
- "Seventeen" 2007
- "Grace/Ride The Storm" 2007
- "Nothing Without You" (Acoustic) 2017
- "Nothing Without You" (Remix) 2017
- "Nothing Without You" (Remix) 2017
- "Flashback" 2017
- "Casino Royale"  2020
- "Casino Royale" (MFMF. Remix) 2020